# François Ozon
François Ozon (* 15. listopadu 1967 Paříž) je francouzský režisér a scenárista.

## Filmografie

### Krátké filmy
- 1988: Photo de famille
- 1988: Les doigts dans le ventre
- 1990: Mes parents un jour d'été
- 1991: Une goutte de sang
- 1991: Peau contre peau (les risques inutiles)
- 1991: Le trou madame
- 1991: Deux plus un
- 1992: Thomas reconstitué
- 1993: Victor
- 1994: Une rose entre nous
- 1994: Action vérité
- 1995: La petite mort
- 1996: Une robe d'été
- 1997: Scènes de lit
- 1997: Regarde la mer
- 1998: X2000
- 2006: Un lever de rideau

### Celovečerní filmy
- 1998: Sitcom
- 1998: Zamilovaní vrazi
- 1999: Kapky deště na rozpálených kamenech
- 2000: Pod pískem
- 2001: 8 žen
- 2003: Bazén
- 2004: 5×2
- 2005: Čas, který zbývá
- 2006: Angel
- 2009: Ricky
- 2010: Útěk
- 2010: Profesionální manželka
- 2012: U nich doma
- 2013: Jen 17
- 2014: Une nouvelle amie
- 2016: Frantz
- 2017: Dvojitý milenec
- 2018: Chvála Bohu
- 2020: Léto 85
- 2021: Tout s'est bien passé

## Ocenění
- 1996: film Une robe d'été obdržel cenu Leopard na Mezinárodním festivalu v Locarnu v kategorii mladý autor
- 2000: film Kapky deště na rozpálených kamenech obdržel cenu Teddy Award na Berlinale
- 2007: za film Angel byl nominován na Zlatého medvěda na Berlinale
- 2012: film Dans la maison obdržel na Mezinárodním filmovém festivalu v San Sebastiánu Zlatou mušli pro nejlepší film a François Ozon obdržel zároveň cenu za nejlepší scénář